# The Razor's Edge
The Razor's Edge is een Amerikaanse dramafilm uit 1946 onder regie van Edmund Goulding. De film is gebaseerd op het gelijknamige boek van W. Somerset Maugham. Destijds werd het in Nederland uitgebracht onder de titel Op het scherp van de snede.

## Verhaal
Schrijver W. Somerset Maugham vertelt over een ontmoeting met wat volgens hem een opmerkelijke man was. Dit betreft Lawrence 'Larry' Darrell, die in 1919 verloofd is met de beeldschone socialite Isabel Bradley. Haar oom Elliott Templeton is niet blij met haar aanstaande echtgenoot, omdat Larry lak heeft aan geld en ambitie. Hij ziet zijn nicht liever trouwen met Gray Maturin, een veelbelovende man met veel geld. Als Isabel haar verloofde confronteert met zijn toekomstverwachtingen, reageert hij dat er meer is in het leven dan geld. Hij vertelt dat tijdens de Eerste Wereldoorlog een vriend zijn leven voor hem heeft opgeofferd. Sindsdien wil hij iets belangrijks met zijn leven doen en kondigt daarom aan dat hij gedurende een jaar in Europa zichzelf wil vinden.
Elliott maakt gebruik van deze situatie om zijn verloving met Isabel te verbreken. Hij zorgt ervoor dat Larry het goed naar zijn zin heeft in Europa, zodat hij niet meer terug wil naar Amerika. Isabel zoekt hem op in Parijs en is gechoqueerd door zijn slechte leefomstandigheden. Omdat zij vindt dat ze een leven in de bovenklasse verdient en inziet dat Larry hier geen deel van uitmaakt, verbreekt ze haar verloving. Ze keert terug naar de Verenigde Staten en trouwt met Gray. Larry reist ondertussen naar India en maakt kennis met een heilige man, die zijn mentor wordt. Larry volgt een studie bij hem en woont voor een tijd in zijn eentje in een klein huis in de bergen. Daar raakt hij ervan overtuigd dat hij één is geworden met God.
Er gaan jaren voorbij. Elliott bezit een huis aan de Franse Rivièra, maar leent dit uit aan Isabel en Gray. Gray heeft zijn fortuin verloren bij de Beurskrach van 1929 en lijdt sindsdien aan een depressie. Larry is onlangs teruggekeerd uit India en als hij hoort van het ongeluk van Gray, besluit hij Isabel op te zoeken. Isabel, inmiddels moeder van twee kinderen, barst sinds het verlies van haar aanzien van zelfmedelijden. Hij helpt Gray te genezen van zijn terugkerende hoofdpijn via hypnose. Later gaan ze naar een goedkope nachtclub, waar ze Sophie aantreffen.
Sophie was ooit een vriendelijke jongedame die trouwde met de rijke Bob MacDonald en een dochter kreeg. Nadat haar man en kind omkwamen bij een auto-ongeluk, is ze radicaal veranderd. Ze heeft geen zelfrespect meer en is bijna altijd dronken. Larry en Isabel, die ooit goed met haar bevriend waren, herkennen de Sophie die zij ooit kenden niet meer terug. Isabel toont echter geen sympathie voor haar vervreemde vriendin en vertelt dat ze haar alcoholisme te danken heeft aan haar zwakke aard. Larry neemt het echter voor haar op en besluit voor haar te zorgen. Ze worden op elkaar verliefd en kondigen aan dat ze spoedig zullen trouwen.
Isabel is razend als ze dit hoort, maar krijgt advies vriendelijk tegen Sophie te zijn als ze het contact met Larry niet wil verliezen. Ze zet haar ertoe aan weer te beginnen met drinken, iets wat Larry haar heeft verboden. Zij valt al snel weer terug in haar oude gewoontes en als Larry ziet dat ze weer een dronkenlap is, verbreekt hij de verloving. Een jaar later wordt haar levenloze lichaam aangetroffen en krijgt hij te horen dat haar keel was doorgesneden. Niet veel later brengt hij een bezoek aan Elliott, die stervende is en op zijn ziekbed ligt. Daar loopt hij Isabel weer tegen het lijf, die onthult dat ze van hem houdt en nooit om Gray heeft gegeven. Ze onthult ook dat ze Sophie heeft gemanipuleerd te drinken. Larry laat merken dat hij haar weerzinwekkend vindt en vertrekt. Isabel realiseert zich dan dat ze Larry voorgoed heeft verloren.

## Rolverdeling
| Acteur           | Personage                |
| ---------------- | ------------------------ |
| Tyrone Power     | Lawrence 'Larry' Darrell |
| Gene Tierney     | Isabel Bradley           |
| John Payne       | Gray Maturin             |
| Anne Baxter      | Sophie MacDonald         |
| Clifton Webb     | Elliott Templeton        |
| Herbert Marshall | W. Somerset Maugham      |
| Lucile Watson    | Louisa Bradley           |
| Frank Latimore   | Bob MacDonald            |
| Elsa Lanchester  | Miss Keith               |
| Fritz Kortner    | Kosti                    |

## Achtergrond
In maart 1945 kocht 20th Century Fox de rechten van Maugham's boek voor een bedrag van $50.000. Hierbij werd een contract getekend dat indien de opnames niet voor 2 februari 1946 waren begonnen, hij nog $50.000 zou ontvangen. In mei 1945 werd George Cukor aangesteld als de regisseur. Door de vele vertragingen, veroorzaakt door castingproblemen, verliet hij het filmproject in september. Een gerucht gaat ronde dat hij de set verliet door een ruzie met producent Darryl F. Zanuck. Naast zijn problemen met Cukor, kreeg Zanuck conflicten met het PCA over de conceptie van alcoholisme in de film.
Zanuck wilde al vanaf november 1945 aan Tyrone Power voor de hoofdrol. Hij was echter nog niet actief, omdat hij enkele jaren in het leger had gediend en pas net was teruggekeerd naar Amerika. In januari 1946 ging hij weer aan het werk en besloot mee te werken aan de film. De verdeling van de andere hoofdrollen kostte meer problemen. Hoewel Olivia deHavilland en Joan Fontaine werden overwogen voor de rol van Isabel, leek Maureen O'Hara de grootste kanshebber te zijn. Maugham gaf echter de voorkeur aan Gene Tierney, maar had toen nog geen invloed. Zanuck had O'Hara de rol gegeven, maar droeg haar op dit aan niemand te vertellen. Zij deelde haar geheim echter met Linda Darnell en toen Zanuck dit ontdekte, ontsloeg hij haar. Hierna wees hij Maughams liefhebber Tierney aan voor de vrouwelijke hoofdrol.
De rol van Susan MacDonald werd aan verscheidene actrices aangeboden, maar deze wezen ze allemaal af. Hieronder vielen Susan Hayward, Judy Garland, Betty Grable en Anabel Shaw. Bonita Granville stond op het punt de rol te krijgen, toen Anne Baxter succesvol auditie deed. In maart 1946 werd Philip Merivale gecast als de heilige man, maar hij stierf nog in dezelfde maand. Andere acteurs die werden overwogen voor een rol in de film waren Anne Revere, Alexander Knox en Marcel Dalio.
De film stond er destijds om bekend een van de grootste budgetten te hebben die de studio ooit had gekend. Ook kende het de langste opnameperiode uit de filmgeschiedenis. Er werden speciaal 89 sets ontworpen en gemaakt voor de film. Na de uitbreng werd het dan ook een enorm succes. In januari 1947 hield de film een record van de film die de meeste opbrengsten haalde. Baxter won een Academy Award voor Beste Vrouwelijke Bijrol. Bij de Oscars waren er ook nominaties in de categorieën 'Beste Film', 'Beste Mannelijke Bijrol' (Clifton Webb) en 'Beste Decors'.